# Instrument à anche double

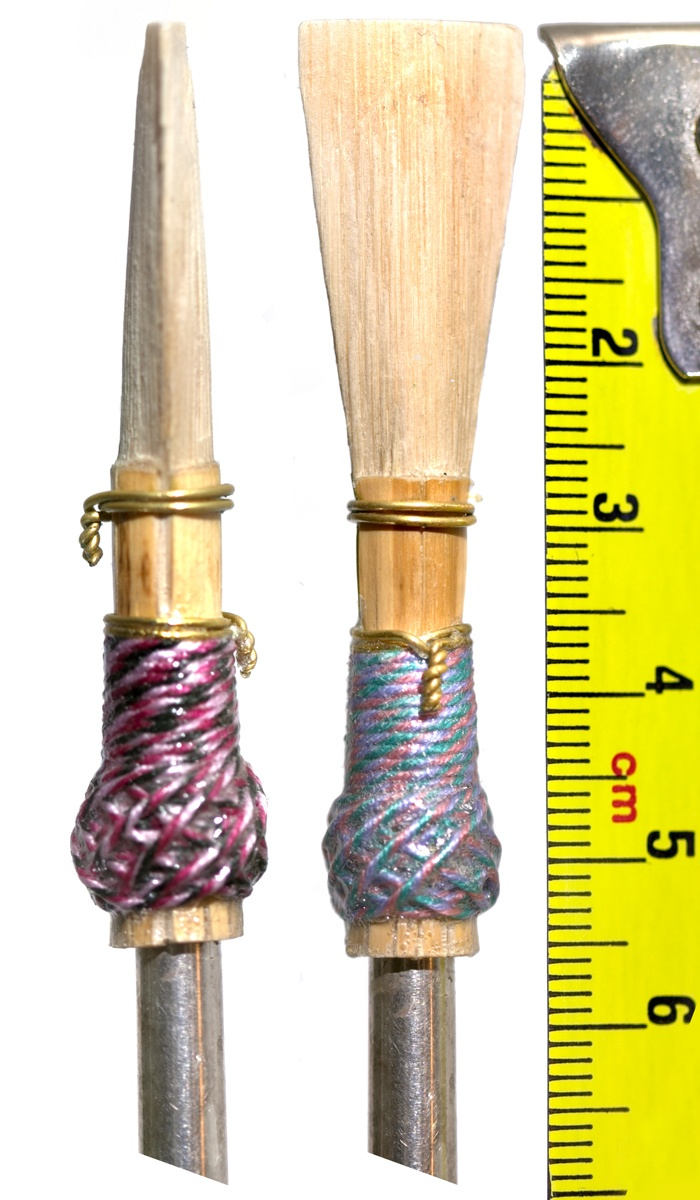
Anche double de basson.

Un instrument à anche double est un instrument à vent dont le son est produit par une anche formée de deux lamelles le plus souvent de roseau finement grattées, parfois taillées dans du bois. De nos jours, ces lamelles sont aussi produites en plastique. Pour les mettre en vibration, la colonne d'air peut être créée par le souffle du musicien (hautbois, basson, bombarde…), par une soufflerie mécanique (orgue, positif... ), par une soufflerie alimentée par le musicien (musette de cour, veuze et autres cornemuses), l'anche étant parfois libre ou contrôlée par les lèvres. Contrairement à celui de l'anche simple, dans le système de l'anche double, deux composants flexibles sont mobiles, leurs vibrations produisant le son. Certains instruments de la Renaissance comme la chalemie ou le cervelas disposent d'une pirouette.

## Liste alphabétique d'instruments à anche double
- Aulos, antiquité grecque
- Bassanello
- Basson ou fagott, baroque, classique ou moderne[1]
- Biniou, traditionnel breton
- Bombarde, traditionnel breton
- Cervelas, de la Renaissance
- Chalemie, du Moyen Âge et de la Renaissance
- Contraforte, classique ou moderne
- Contrebasson, classique ou moderne
- Cor anglais, baroque, classique ou moderne
- Cornemuse, traditionnel
- Courtaud, du Moyen Âge et de la Renaissance
- Cromorne, du Moyen Âge et de la Renaissance
- Dolçaina, Valencia
- Duduk, traditionnel arménien
- Dulzaina, Castilla
- Douçaine, du Moyen Âge et de la Renaissance
- Fagott ou basson, baroque, classique ou moderne
- Gaita, traditionnel, basque
- Gralla, diatonique, catalan
- Guanzi, hautbois chinois
- Hautbois, baroque, classique ou moderne
- Hautbois baryton, baroque, classique ou moderne
- Hautbois d'amour, baroque, classique ou moderne
- Heckelphone, hautbois baryton
- Hichiriki, hautbois japonais
- Magrouna, hautbois tunisien
- Musette, (hautbois) baroque, classique ou moderne
- Musette de cour, (cornemuse) baroque, classique
- Piri, coréen
- Practice, traditionnel
- Rauschpfeife, de la Renaissance
- Sarrussophone, basson en cuivre
- Shahnâi, instrument à anche double indien
- Taepyeongso, instrument à anche double coréen
- Tenora, hautbois catalan à pavillon métallique
- Tibia, antiquité romaine
- Tible, hautbois chromatique catalan
- Veuze, traditionnel
- Zokra, hautbois arabe
- Zurna, hautbois oriental

### Galerie d'images de anches doubles

Anches doubles
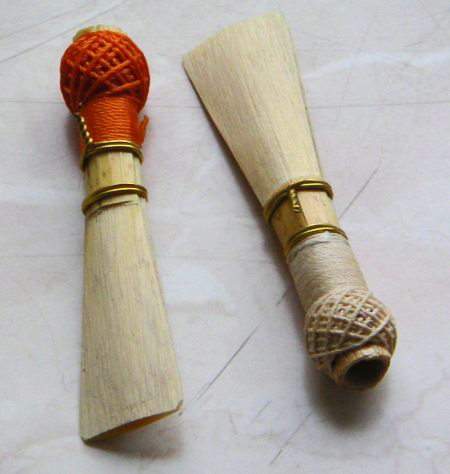
Basson
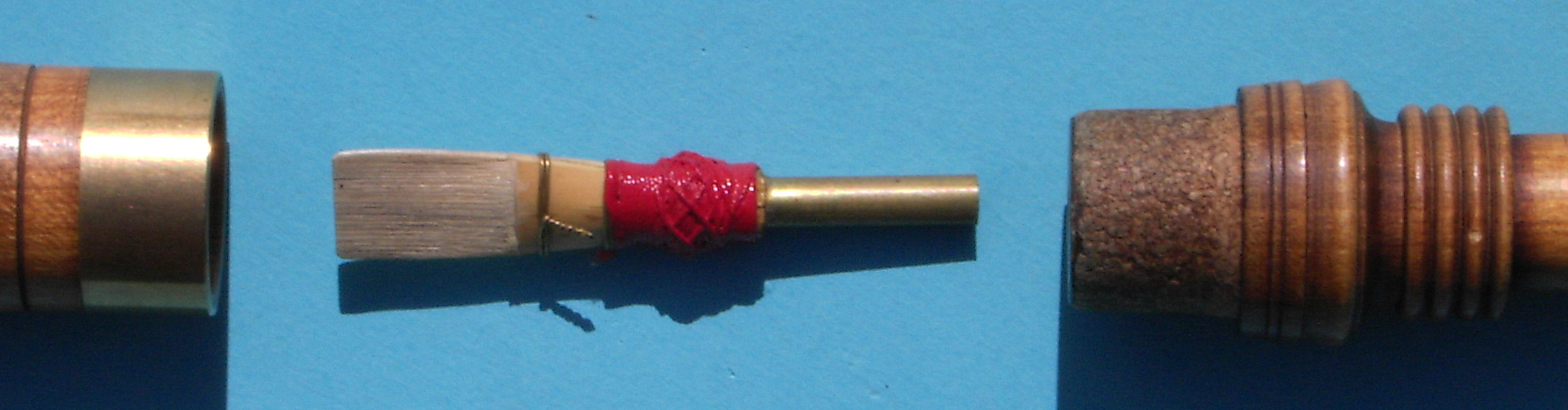
Cromorne alto en fa
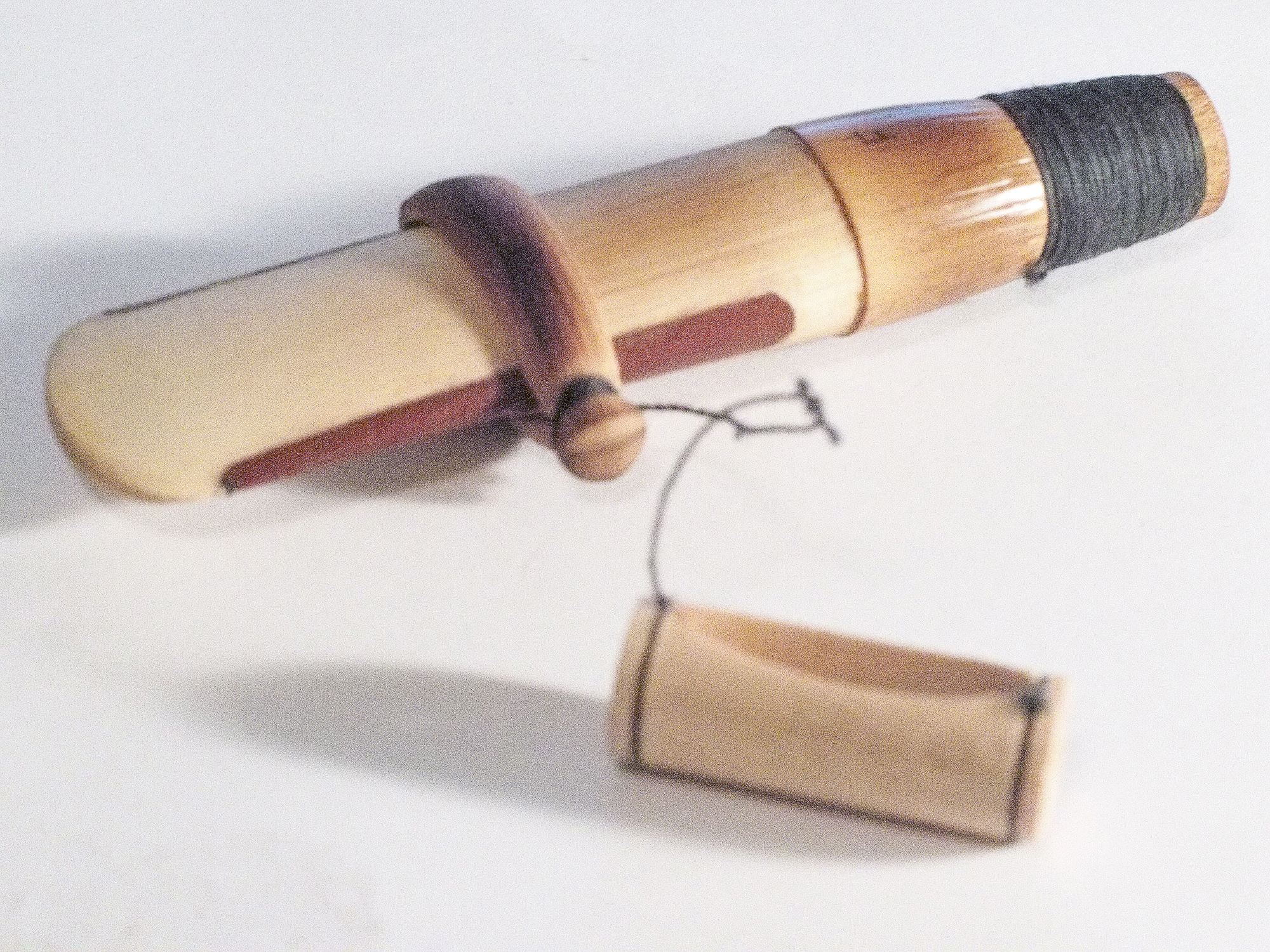
Duduk
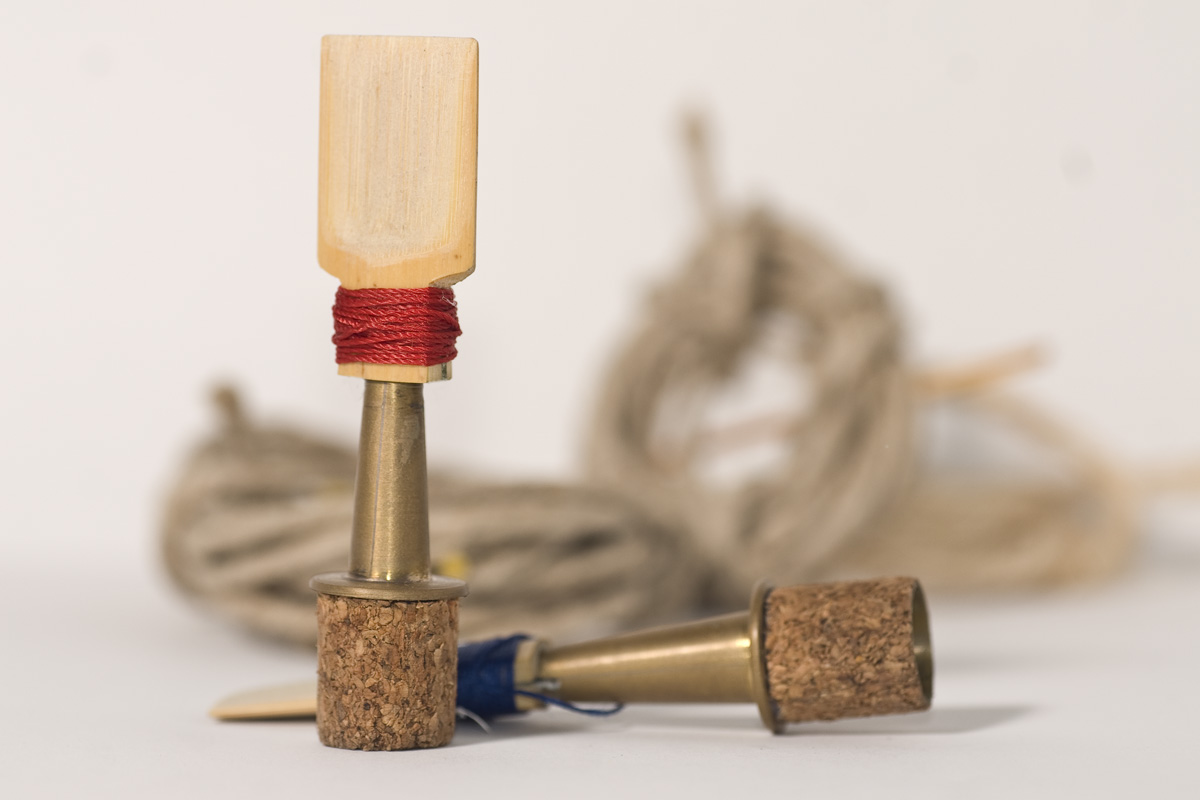
Gralla
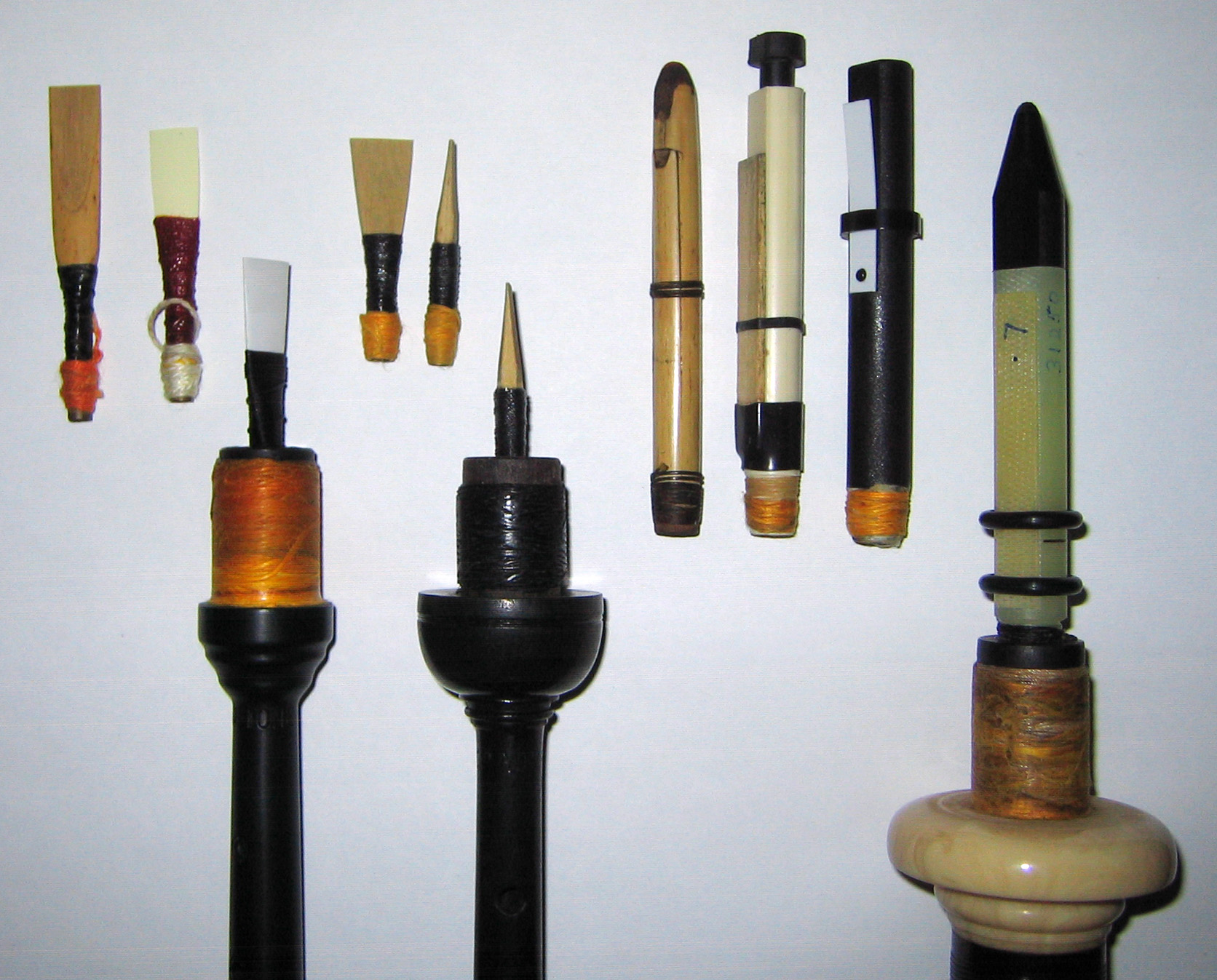
Différentes anches doubles à gauche et simples à droite
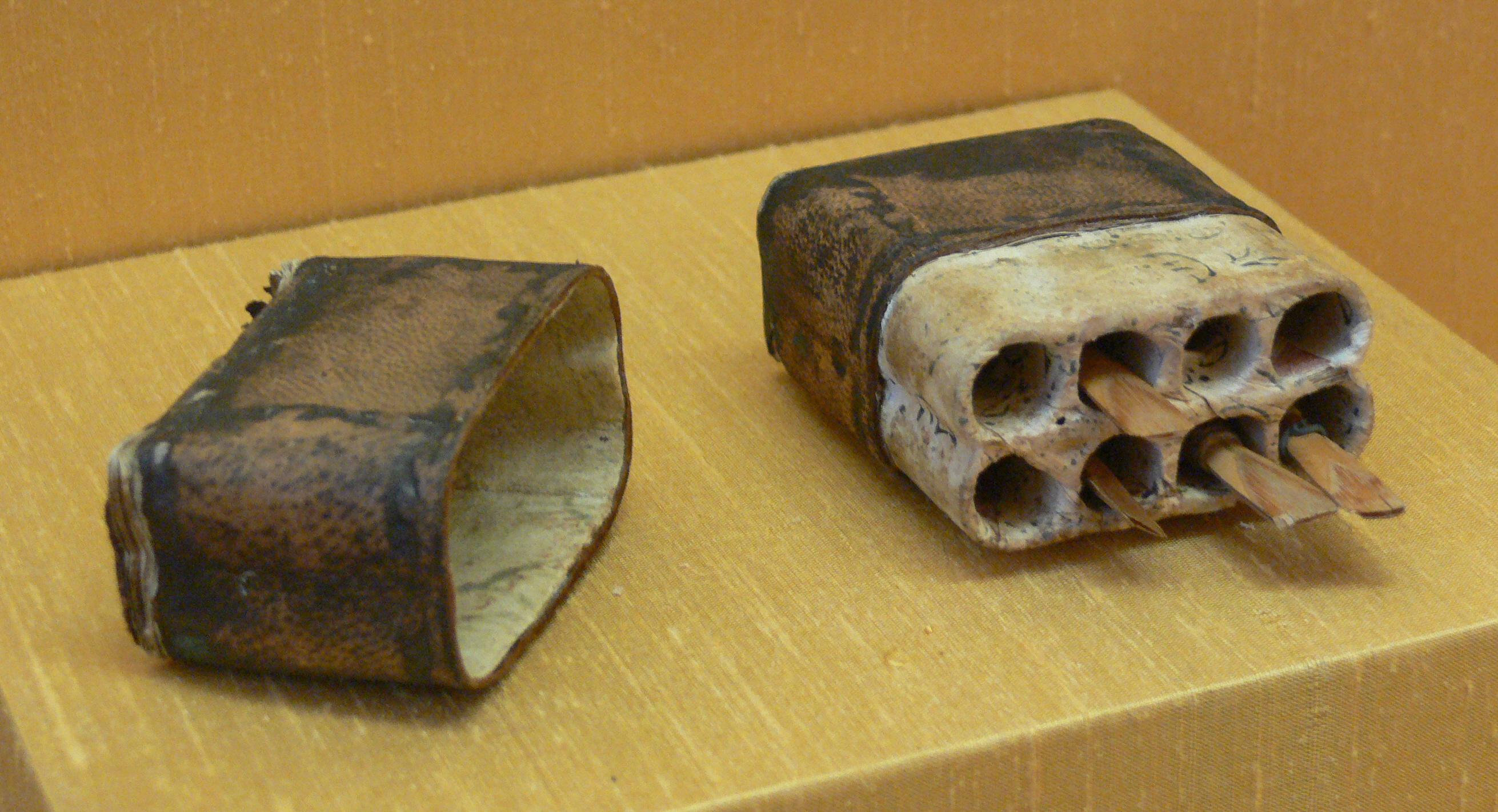
Étui ancien à anches doubles de hautbois
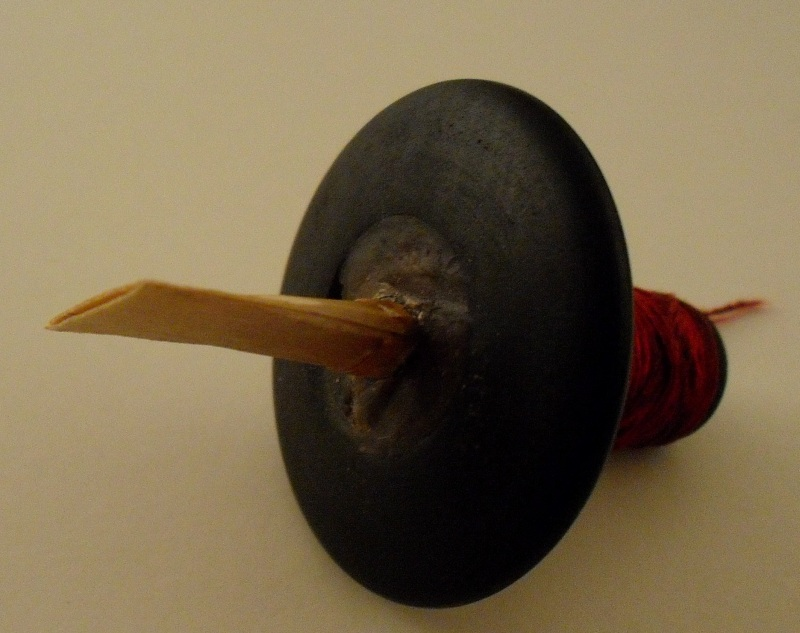
Pièce d'instrument comportant l'anche double d'un Piffero (de)
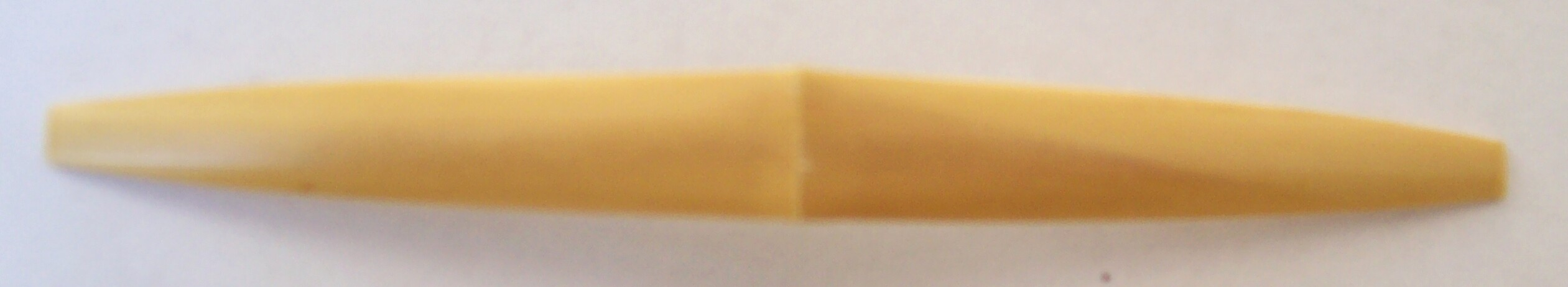
Roseau gougé et taillé, pour l'anche double d'un hautbois